# Daniel Silva Alves
Daniel Silva Alves (Santa Inês, 15 de janeiro de 1957) é um empresário, contabilista e político brasileiro que foi deputado federal pelo Maranhão.

## Dados biográficos
Filho de Francisco Alves e Lúcia Silva Alves. Graduado em Contabilidade pela Escola Cristã Evangélica de Imperatriz em 1983, começou sua carreira política ao eleger-se deputado estadual pelo PDS em 1986, mesmo ano em que seu irmão, Davi Alves Silva, foi eleito deputado federal.
Entusiasta da candidatura vitoriosa de Fernando Collor na eleição presidencial de 1989, ingressou no PRN e foi eleito deputado federal em 1990 com o apoio de seu irmão, Davi Alves Silva, então prefeito de Imperatriz. Seus vínculos com o presidente não o impediram, entretanto, de votar pelo impeachment de Fernando Collor em 1992. Implicado no caso dos Anões do Orçamento sob a acusação de receber indevidamente dinheiro das subvenções sociais da prefeitura de Imperatriz na administração de seu irmão, foi absolvido em plenário por falta de quórum.
Substituído na Câmara dos Deputados pelo irmão, encerrou um ciclo de trocas partidárias ao migrar para o PPB sendo eleito o primeiro prefeito de Davinópolis em 1996. Após o fim de seu mandato como prefeito a família passou a ser representada politicamente por seu sobrinho, Davi Alves Silva Júnior, cujo pai foi assassinado em 1998.